# Пилори
Пилори (на гръцки: Πυλωροί) е село в Република Гърция, в дем Гревена, област Западна Македония.

## География
Селото е разположено на 730 m надморска височина, на около 30 километра източно от град Гревена. На около 3 km на северозапад от него в миналото се е намирало бившето село Колокитаки.

## История

### В Османската империя
В края на XIX век Пилори е гръцко християнско село в нахия Венци на Кожанската каза на Османската империя. 
На Етнографската карта на Битолския вилает на Картографския институт в София от 1901 година Пилори е чисто турско село в Кожанската каза на Серфидженския санджак с 27 къщи.
Според статистика на Серфидженския санджак на гръцкото консулство в Еласона от 1904 година в Пилори (Πυλωροί), Гревенска каза, живеят 140 гърци елинофони християни.
В района на селото има няколко храма от ХІХ век, между които се отличава централната селска църква „Успение Богородично“, издигната в 1881 година. На нейния празник 15 август (Голяма Богородица) се провежда годишният селски събор. Църквата в Пилори „Свети Апостоли“ е обявена за защитен исторически паметник в 1987 година.

### В Гърция
През Балканската война в 1912 година в селото влизат гръцки части и след Междусъюзническата в 1913 година Пилори влиза в състава на Кралство Гърция.
В средата на 1920-те години в селото са заселени понтийски гърци бежанци - 50 семейства или 198 души.
Населението произвежда жито, тютюн и други земеделски култури, като частично се занимава и със скотовъдство.
| Година    | 1913 | 1920 | 1928 | 1940 | 1951 | 1961 | 1971 | 1981 | 1991 | 2001 | 2011 | 2021 |
| --------- | ---- | ---- | ---- | ---- | ---- | ---- | ---- | ---- | ---- | ---- | ---- | ---- |
| Население | 95   | 99   | 198  | 246  | 225  | 283  | 175  | 166  | 203  | 146  | 69   | 52   |